# Psathyrella macquariensis
Psathyrella macquariensis är en svampart som beskrevs av Singer 1959. Psathyrella macquariensis ingår i släktet Psathyrella och familjen Psathyrellaceae.   Inga underarter finns listade i Catalogue of Life.